# رجعت
رجعت اصطلاحی در علم کلام است که در سایر ادیان نیز کاربرد دارد. علاوه بر مسلمانان، مسیحیان، یهودیان و زرتشتیان نیز به رجعت باور داشته‌اند. زنده شدن مردگان پس از مرگشان قبل از قیامت که یکی از وقایع آخرالزمانی است.

## تعریف لغوی و اصطلاحی
واژه رجعت از ریشه رجع و مصدر مرة، به معنای «بازگشتی یکتا و ویژه» است. رجعت در اصطلاح از باورهای اسلامی است که جایگاه ویژه‌ای نزد شیعیان امامیه دارد. در لغتنامه‌های لسان العرب و اقرب الموارد، واژه‌های کرّه، ردّ، حشر و إیاب به عنوان لغت‌های مترادف رجعت گزارش شده‌است.

## رجعت در قرآن
اغلب مفسران غیر شیعه، به آیات مربوط به رجعت، مروری سریع داشته‌اند و با تفسیرهای کوتاه، از آیات گذشته‌اند. گروهی چون ابن کثیر و بیضاوی، این آیات را مربوط به وقایع قیامت دانسته‌اند. گروهی دیگر همچون رازی نیز آن را از وقایع پس از قیامت دانسته‌اند.

## دیدگاه ادیان و فرق

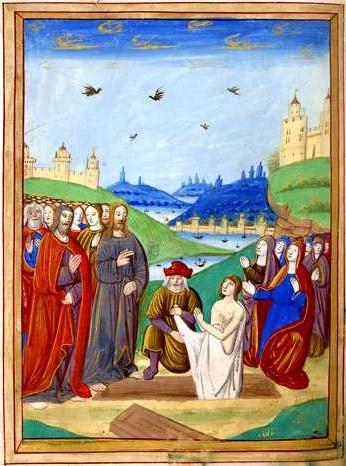
برخاستن ایلعازر از گور که به عنوان معجزه‌ای از معجزات مسیح در عهد جدید مورد اشاره است.

با توجه به شباهت بازگشت به حیات مادی در دنیا و زنده شدن مردگان در قیامت و همین‌طور با توجه به باور تمام مذاهب اسلامی به حشر و معاد جسمانی در قیامت؛ امکان بازگشت و رجعت مردگان، پیش از قیامت در باور تمام فرق و مذاهب اسلامی، پذیرفتنی است. به گفته سید مرتضی، امکان بازگشت مردگان به دنیا مختص به گروهی خاص از فرقه اسلامی نیست و علاوه بر اعتقاد تمام مسلمین، اعتقاد موحدین نیز می‌باشد؛ اما اختلاف در این موضوع، مربوط به اتفاق افتادن یا عدم اتفاق افتادن این واقعه است. مسئله رجعت، همواره یکی از موضوعات مورد مناقشه بین شیعه و سنی بوده‌است و مناظرات و احتجاج‌هایی در این خصوص صورت گرفته‌است.

### شیعیان دوازده امامی
شیعیان امامی، رجعت را یکی از قطعی‌ترین اعتقادات شیعه می‌دانند و بر این مطلب، اتفاق نظر دارند. به عقیده شیعیان، رجعت یا کَرَّه، مخصوص گروهی خاص از کافران و مؤمنان خالصی است که تا روز قیامت، بازگشتی نخواهند داشت. متکلمان امامی، داستان‌های قرآنی در خصوص رجعت در امت‌های گذشته را مستندی قوی بر امکان رجعت دانسته‌اند. این متکلمان در اثبات ادعایشان، به روایتی نبوی استدلال کرده‌اند که بر اساس آن، پیامبر اسلام از وقوع تمام آنچه در امت‌های گذشته رخ داده‌است، در امت خویش خبر می‌دهد. اولین بار علی بن موسی الرضا در گفتگویی با مأمون عباسی، به این روایت در اثبات تحقق رجعت در اسلام، استناد کرد.

### شیعیان غیر امامی
برخی از شیعیان غیر امامی همچون اسماعیلیان، با توجه به روایات رجعت و منافی دانستن رجعت با اصل تکلیف، رجعت را به معنای ظهور امامی از نسل امامان پیشین دانسته‌اند. رجعت در اعتقاد غالیان نیز وجود دارد، اما چیزی همچون تناسخ تعبیر شده‌است. در طول تاریخ نیز گروهی به رجعت علی بن ابی‌طالب، موسی کاظم، حسن عسکری و محمد حنفیه پس از مرگشان باور پیدا کردند. برخی از نویسندگان کتب فرق، قدمت اعتقاد به رجعت را منسوب به عبدالله بن سبأ و فرقه سبائیه دانسته‌اند که معتقد به بازگشت علی بن ابی‌طالب پس از مرگ و پیش از قیامت بودند. در فرقه کیسانیه نیز، کُثَیر عِزَّة به رجعت باور داشته‌است. در این فرقه از رجعت پیامبران در زمان ظهور محمد حنفیه یاد شده‌است. شهرستانی، رجعت را از اعتقادات فرقه باقریه -منسوب به برخی از اصحاب محمد باقر- گزارش کرده‌است. شهرستانی در جای دیگری، رجعت را در کنار تناسخ و بداء، از جمله ارکان اعتقادی غلات شیعه دانسته‌است. به گفته جریشه، غلات به زنده بودن امامان شیعه و خصوصاً علی بن ابی‌طالب باور داشتند و معتقد بودند علی بن ابی‌طالب به آسمان رفته‌است و در آخرالزمان ظهور خواهد کرد. بر اساس روایتی از جعفر صادق، فرقه مقصره رجعت را به بازگشت حکومت سلب شده از ائمه به مهدی موعود است.

### اهل سنت

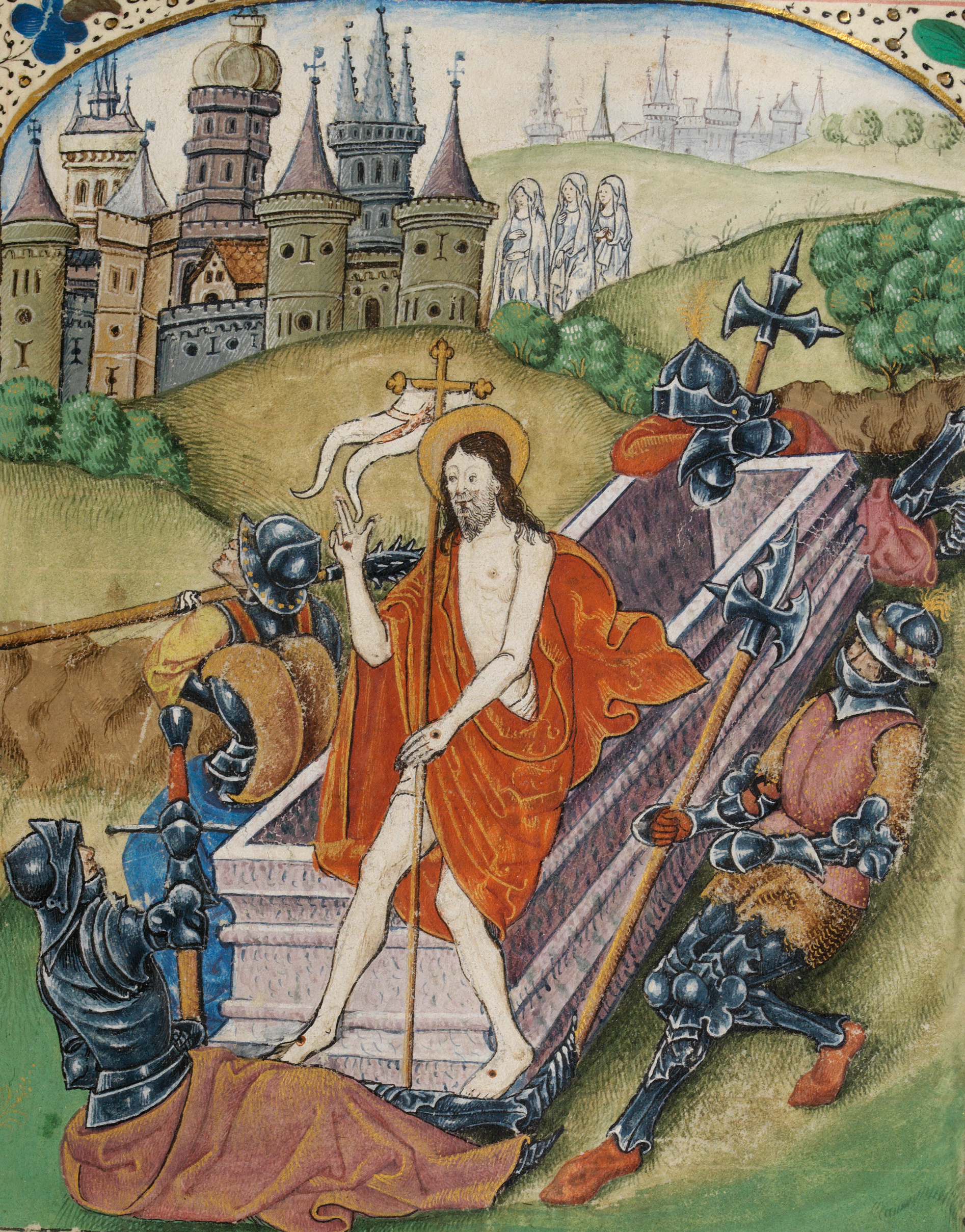
رستاخیز مسیح، در یک نسخه خطی متعلق به قرن شانزدهم میلادی

علاوه بر شیعیان امامیه، گزارش‌های در منابع اهل سنت، به مفهوم اصطلاحی رجعت اشاره دارد. از جمله سخن عمر بن خطاب پس از مرگ پیامبر اسلام که مدعی شد، محمد نمرده‌است و همچون موسی بن عمران به نزد خدا رفته‌است و دوباره رجعت خواهد کرد. عمر در این استدلال به آیه ۱۴۲ اعراف اشاره دارد. با این وجود، عمر، پس از بازگشت ابوبکر و گفتگو با وی، پذیرفت که محمد از دنیا رفته‌است. در برخی از کتب اهل‌سنت، به نقل از برخی از اصحاب علی بن ابی‌طالب، از جمله اصبغ بن نباته و ابوطفیل عامر بن واثله، قول به رجعت گزارش شده‌است. آلوسی، پیشینه اعتقاد به رجعت پیامبر اسلام را مربوط به قرن اول ه‍.ق دانسته‌است و پیشینه اعتقاد به رجعت علی بن ابی‌طالب را به جابر جعفی در قرن دوم نسبت می‌دهد؛ با این وجود، در منابع تفسیری، به ندرت آیه دوم سوره مدثر را به رجعت محمد تفسیر کرده‌اند. شیعیان، چه در عصر متقدم همچون فضل بن شاذان و عصر معاصر همچون نجم‌الدین طبرسی، سعی نمودند تا با بررسی منابع اهل سنت، احادیث با موضوع رجعت را گردآوری نمایند.
به گزارش کعبی، در منابع اهل سنت، جز مواردی که آراء شیعیان را در خصوص موضوع رجعت نقل کرده‌اند، مطلبی نیامده‌است. با این وجود، پس از نقل گزارش‌هایی در خصوص رجعت در منابع اهل سنت، استنکاری از جانب ناقلان گزارش، صورت نگرفته‌است. در این خصوص، عبدالله بن محمد بن عبید بن سفیان اموی قرشی (متوفی ۲۸۱ ه‍.ق) کتابی را با عنوان من عاش بعد الموت تألیف کرده‌است. همین‌طور ابونعیم اصفهانی در الدلائل و جلال الدین سیوطی در الخصائص، بابی را با موضوع معجزات پیامبر اسلام تألیف کرده‌اند و زنده کردن مردگان را یکی از معجزات محمد دانسته‌اند و حتی سیوطی، زنده کردن مردگان را یکی از کرامات غیر از پیامبران دانسته‌است. همچنین در برخی منابع اهل سنت، از صحبت کردن، خندیدن و زنده شدن برخی از مسلمانان پس از مرگ یاد شده‌است. همین‌طور سیوطی مدعی است که پیامبر اسلام را هفتاد مرتبه در بیداری دیده‌است.
در مقابل برخی از بزرگان اهل سنت، منکر رجعت شده و آن را اعتقادی خلاف دین و شریعت قلمداد کرده‌اند. ابوالحسن عبدالرحیم خیاط، از معتزلی مذهبان و مؤلف کتاب الانتصار، رجعت را یکی از اسرار مخفی در مذهب شیعه دانسته‌است که شیعیان همدیگر را در کتمان و اختفای آن، سفارش می‌کنند. برخی از رجال‌نویسان اهل سنت نیز با اشاره به اعتقاد برخی راویان به رجعت، آنها را مورد شماتت قرار داده و ضعیف معرفی کرده‌اند. ابوالحجاج در معرفی جابر جعفی، وی را ضعیف در حدیث معرفی می‌کند و دلیل دروغگو بودنش را، اعتقاد به رجعت دانسته‌است. ابن حجر عسقلانی نیز عثمان بن عمیر را به جهت اعتقاد به رجعت، ذم کرده‌است. بسیاری از بزرگان اهل سنت، رجعت را به معنای تناسخ دانسته‌اند که از جمله اعتقادات غلات شیعه بوده‌است.
گروهی از منتقدان رجعت از میان اهل سنت، به آیاتی از قرآن استناد کرده‌اند و بر اساس مفاهیم قرآنی، رجعت را مخالف با آیاتی از قرآن دانسته‌اند. به عقیده عبدالعزیز دهلوی در مختصر التحفة، آیه ۹۹ سوره مومنون، بر این مفهوم دلالت دارد که بازگشت مردگان به دنیا، نفی شده‌است. ناصر قفاری در کتاب اصول الشیعه الامامیه، با اشاره به مخالفت رجعت با برخی آیات قرآن، آن را از مسائل غلوآمیز در مذهب تشیع دانسته‌است. وی در این خصوص، از مسند احمد، روایتی را گزارش می‌کند که بر اساس آن، حسن بن علی، از باور به بازگشت علی بن ابی‌طالب پس از مرگش، انتقاد می‌کند. همچنین قفاری آیه ۱۸۵ سوره آل عمران را نیز دلیل دیگری بر مخالفت رجعت با قرآن متذکر می‌شود.

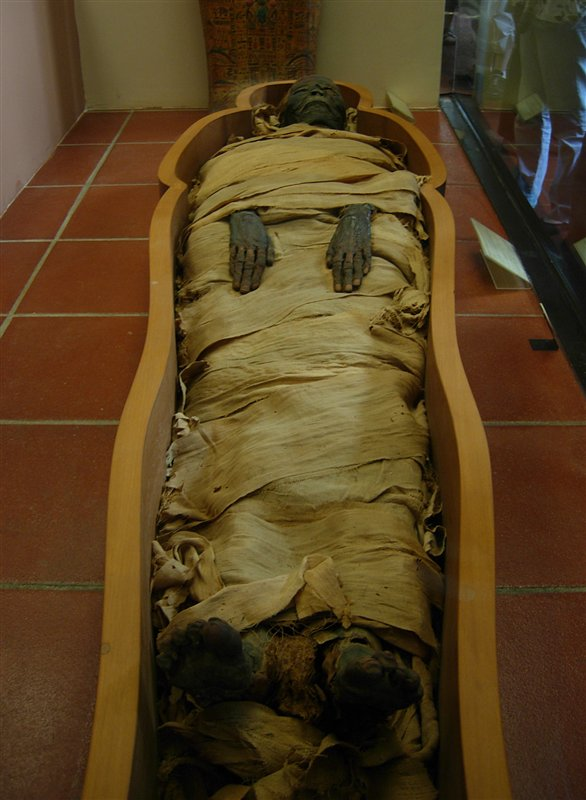
جسد مومیایی شده یکی از فراعنه مصر، نگاهداری شده در موزه واتیکان

### ادیان شرقی
با توجه به معنای رجعت که شامل بازگشت به زندگی پس از مرگ است؛ این اعتقاد به صورت تنزل یافته‌ای با عنوان تناسخ، در ادیان جنوب و شرق آسیا مطرح بوده‌است. اما تفاوت رجعت و تناسخ، در بافتار تاریخی آن است. تناسخ عموماً به عنوان نوعی جایگزین برای پاداش یا کیفر اخروی قلمداد می‌شود و در مقابل رجعت، پدیده‌ای آخرالزمانی و در استقبال از واقعه قیامت رخ خواهد داد. از دیگر تفاوت‌های تناسخ و رجعت، قابل تکرار بودن تناسخ و یگانه بودن رجعت است. همچنین از باور به رجعت، در فرهنگ مصر باستان؛ گزارشاتی وجود دارد که بر اساس آن، فلسفه مومیایی کردن مردگان، باور به بازگشت آنان به دنیا بوده‌است.

### مسیحیت و یهودیت
باور به رجعت در برخی ادیان دیگر همچون مسیحیت و یهودیت نیز گزارش شده‌است. در همین خصوص در عهد عتیق، از زنده‌شدن بنی‌اسرائیل و زنده‌شدن مردگان در آخرالزمان یاد شده‌است. همین‌طور در عهد جدید، به رجعت عیسی پس از مرگ و زنده‌شدن نیکان در قیامت اول، پیش از قیامت دوم، اشاره شده‌است. بر اساس اعتقادات مسیحیان، گروهی از مؤمنان به عیسی، همراه با او به دنیا برخواهند گشت تا شاهد پادشاهی وی باشند. به این باور در مسیحیت، پاروسیا گفته می‌شود.

### زرتشت
در آیین زرتشت نیز از مفهومی همچون رجعت و بازگشت مردگان به زندگی یاد شده‌است. در کتاب زند بهمن یسن، از زنده شدن فریدون برای قتل ضحاک و زنده شدن گشتاسب سام یاد شده‌است.

## یادداشت
1. ↑  برای توضیحات بیشتر، رجوع کنید به: کعبی، الرجعة او العودة، ۶۶–۶۷.